# Хюсени, Ольти
Ольти Хюсени (дат. Olti Hyseni; родился 7 июля 2007) — датский футболист, вингер датского клуба «Сённерйюск».

## Клубная карьера
Выступал за молодёжные команды датских клубов «Сённерборг» и «Сённерйюск». 27 октября 2023 года дебютировал в основном составе «Сённерйюска» в матче второго дивизиона чемпионата Дании против клуба Б-93. В декабре 2023 года подписал свой первый профессиональный контракт. 15 сентября 2024 года дебютировал в датской Суперлиге в матче против «Брондбю».

## Карьера в сборной
Выступал за сборные Дании до 16, до 17, до 18 и до 19 лет.